# 李允智
李允智（1984年3月15日—），韓國女演員。2010年2月17日，從中央大學演劇學系畢業取得學士學位。

## 個人生活
李允智於2014年9月27日完婚，丈夫鄭韓蔚是一名牙醫師，兩人是認識10年的朋友，交往3、4個月後決定結婚，長女於2015年出生，2018年與長女一同出演綜藝節目《爸爸是超人》，2019年全家出演SBS綜藝節目《同床异梦2—你是我的命运》，次女於2020年出生。表哥為歌手朴玄彬。

## 演出作品

### 電視劇
- 2003年：MBC《Non-Stop 4》
- 2004年：MBC《姐妹海洋》
- 2005年：SBS《餅乾老師星星糖》飾演 玄英
- 2005年：MBC《漢江戀歌》飾演 尹真英
- 2006年：MBC《宮》飾演 惠明公主
- 2006年：KBS《19歲的純情》飾演 朴允貞
- 2007年：MBC《背叛的愛》飾演 徐恩珠
- 2008年：KBS《大王世宗》飾演 昭憲王后
- 2009年：SBS《天國的孩子們》（共1集，2小時）
- 2009年：MBC《向大地頭球》飾演 吳妍怡
- 2010年：MBC《蒲公英家族》飾演 朴慧媛
- 2011年：KBS《Dream High》飾演 施景珍
- 2012年：MBC《The King 2 Hearts》飾演 李在信
- 2012年：SBS《大風水》飾演 般若
- 2013年：tvN《戀愛操作團：大鼻子情聖》飾演 馬在仁（第1-3集客串）
- 2013年：KBS《王家一家人》飾演 王光璞
- 2014年：KBS《Drama Special—那樣的愛》飾演 妍秀
- 2014年：OCN《Frost醫生》飾演 宋善
- 2015年：tvN《前女友俱樂部》飾演 張花英
- 2016年：MBC《給予幸福的人》飾演 林恩熙
- 2017年：tvN《卞赫的愛情》飾演 酒店經理（特別出演）
- 2018年：JTBC《第3種魅力》飾演 白珠蘭
- 2022年：ENA《非常律師禹英禑》飾演 崔知秀（特別出演）
- 2023年：SBS《與惡魔有約》飾演 盧秀安

### 電影
- 2004年：《靈》饰演 恩静
- 2011年：《情侣們》饰演 爱妍
- 2011年：《Episode X3》飾演 愛麗絲
- 2012年：短片《992》飾演 女子
- 2019年：短片《地铁里的试镜》（지하철 속 오디션）飾演 允智
- 2022年：《早上好》饰演 真雅
- 2023年：《梦幻宫殿》饰演 秀仁

### MV
- 2007年：Bay《Misery》

### 舞台劇
- 2010年：《Proof》飾演 凱瑟琳
- 2013年：《Closer》飾演 愛麗絲
- 2017年：《3日的雨》飾演 낸&라이나

## 綜藝節目
- 2008年：MBC《我們结婚了》，搭檔為强仁（Super Junior）
- 2019-2020年：SBS《同床異夢2 - 你是我的命運》

## 获奖与提名
| 年份   | 颁奖礼                     | 奖项                            | 作品                         | 结果 | 参考  |
| ------ | -------------------------- | ------------------------------- | ---------------------------- | ---- | ----- |
| 2005年 | MBC演技大賞                | 女子新人奖                      | 《姐妹海》                   | 提名 | [ 2 ] |
| 2006年 | KBS演技大賞                | 女子新人奖                      | 《19歲的純情》               | 獲獎 | [ 3 ] |
| 2007年 | MBC演技大賞                | 連續劇部門 黃金演技賞           | 《在我身邊》                 | 獲獎 |       |
| 2008年 | KBS演技大賞                | 周末劇部門 女子優秀演技賞       | 《大王世宗》                 | 獲獎 |       |
| 2008年 | KBS演技大賞                | 独幕剧部门 女子优秀演技奖       | 《春春春》                   | 提名 |       |
| 2011年 | 第19届大韩民国文化演艺大奖 | 电影部门 优秀演技奖             | 《情侣们》                   | 獲獎 |       |
| 2011年 | 第4届韩国电视剧奖          | 最佳女配角                      | 《夢想起飛Dream High》       | 提名 |       |
| 2011年 | KBS演技大賞                | 最佳女配角                      | 《夢想起飛Dream High》       | 獲獎 |       |
| 2012年 | 第1届K-Drama明星奖         | 女子演技奖                      | 《The King 2 Hearts》        | 提名 |       |
| 2012年 | MBC演技大賞                | 迷你劇部門 女子優秀演技賞       | 《The King 2 Hearts》        | 獲獎 |       |
| 2012年 | SBS演技大赏                | 特别企划剧部门 女子优秀演技赏   | 《大風水》                   | 提名 |       |
| 2013年 | KBS演技大賞                | 连续剧部门 女子优秀演技赏       | 《王家一家人》               | 提名 |       |
| 2013年 | KBS演技大賞                | 最佳情侣奖（与韓周完）          | 《王家一家人》               | 提名 |       |
| 2017年 | MBC演技大賞                | 日日剧部门 女子最优秀演技奖     | 《給予幸福的人》             | 提名 |       |
| 2019年 | 第27屆SBS演技大賞          | SBS家庭奖                       | 《同床異夢2 - 你是我的命運》 | 獲獎 |       |
| 2023年 | 第43届韩国电影评论家协会奖 | 最佳女配角                      | 《梦幻宫殿》                 | 獲獎 | [ 4 ] |
| 2023年 | 第43届黄金摄影奖           | 最佳女配角                      | 《梦幻宫殿》                 | 獲獎 | [ 5 ] |
| 2023年 | 第44届青龙电影奖           | 最佳女配角                      | 《梦幻宫殿》                 | 提名 |       |
| 2023年 | SBS演技大賞                | 迷你連續劇愛情喜劇部門 女配角獎 | 《與惡魔有約》               | 提名 |       |
| 2024年 | 2024首尔国际电影大奖       | 最佳女配角                      | 《梦幻宫殿》                 | 獲獎 | [ 6 ] |

## 外部連結
- 李允智的Instagram帳戶
- 李允智的X（前Twitter）
- YouTube上的李允智頻道
- 經紀公司Namoo Actors官網 （页面存档备份，存于）